# Битва при Пуэрто-де-Баньос
Битва при Пуэрто-де-Баньос 2 августа 1809 года португальско-испанские войска во главе с Робертом Томасом Вильсоном защищали горный перевал против 4-го корпуса маршала Мишеля Нея. После девятичасового боя войска Вильсона распались и бежали в горы. Город Баньос-де-Монтемайор расположен примерно в 45 километрах к северо-востоку от Пласенсии в Испании. Столкновение произошло во время Пиренейской войны, части более масштабного конфликта, известного как Наполеоновские войны.

## Предыстория

Французские кампании на Пиренеях

После катастрофической Синтрской конвенции, позволившей вернуться на родину французским войскам, потерпевшим поражение в битве при Вимейру, британские экспедиционные силы в Испании и Португалии перешли под начало сэра Джона Мура. С прибытием Наполеона с армией в Испанию 4 декабря французы вступили в Мадрид, и маршал Сульт получил приказ от императора преследовать и разгромить английскую армию генерала Мура, которая сумела эвакуироваться после битвы при Ла-Корунье.
События в Европе, которые в конечном итоге вылились в войну пятой коалиции, заставили Наполеона покинуть Вальядолид 17 января. Прибыв в Париж 23 января, он приказав маршалу Сульту вторгнуться в Португалию с севера. В ответ на это войска Артура Уэлсли после второй битвы за Порту заставили Сульта вывести свою армию из Португалии в Оренсе, а затем уйти из Галисии в направлении Саморы после его поражения в битве при Пуэнтесампайо.
Летом 1809 года британские войска под командованием Уэлсли вошли в Испанию, присоединившись к испанской армии в 33 тыс. человек под командованием генерала Куэсты, которому удалось восстановить Армию Эстремадуры после поражения в битве при Медельине. Португальско-испанские войска Вильсона примерно в 3,5 тыс. человек находились на левом фланге. Союзнические армии победили имперскую французскую армию короля Жозефа Бонапарта в Талавере в конце июля. Однако угроза с севера со стороны большой армии маршала Сульта вскоре вынудила Уэлсли и Куэсту уйти на запад.

## Битва
Добравшись до Эскалоны, Вильсон оказался в изоляции из-за внезапной концентрации французских войск. После умелой обороны войска Вильсона, у которых даже не было артиллерии, были разбиты Неем, но после 9-часового боя испанцы укрылись в горах и без происшествий бежали в Португалию, а Ней отправился в Саламанку.